# Грюжи
Грюжи́ (фр. Grugies) — коммуна во Франции, находится в регионе Пикардия. Департамент коммуны — Эна. Входит в состав кантона Сен-Кантен-3. Округ коммуны — Сен-Кантен.
Код INSEE коммуны — 02359.

## Население
Население коммуны на 2010 год составляло 1121 человек.
| 1962 | 1968 | 1975 | 1982 | 1990 | 1999 | 2010 |
| ---- | ---- | ---- | ---- | ---- | ---- | ---- |
| 575  | 747  | 793  | 815  | 948  | 906  | 1121 |

## Экономика
В 2010 году среди 735 человек трудоспособного возраста (15—64 лет) 543 были экономически активными, 192 — неактивными (показатель активности — 73,9 %, в 1999 году было 70,1 %). Из 543 активных жителей работали 481 человек (262 мужчины и 219 женщин), безработных было 62 (27 мужчин и 35 женщин). Среди 192 неактивных 67 человек были учениками или студентами, 64 — пенсионерами, 61 были неактивными по другим причинам.